# 578

## Evenimente
- Este fondată Kongō Gumi Co., Ltd., companie de construcții în Japonia, care funcționează și azi (în 2006 a fost cumpărată de Takamatsu Construction Group Co.).
- Tiberiu II Constantin îl succede pe Iustin al II-lea ca împărat al Imperiului Bizantin.

## Decese
- Abd al-Muttalib (n. Shaiba ibn Hashim), bunicul profetului Mahomed (n. ?)
- Bhāvaviveka, învățat indian (n. ?)
- Iustin al II-lea, 57 ani, împărat al Imperiului Bizantin (n. 520)